# Graffenrieda grandifolia
Graffenrieda grandifolia là một loài thực vật thuộc họ Melastomataceae. Đây là loài đặc hữu của Colombia.